# Yao Tingmei
Yao Tingmei (xinès:姚廷美; pinyin: Yáo Tíngměi) fou un pintor xinès que va viure sota la dinastia Yuan. No es coneixen les dates exactes del seu naixement ni de la seva mort però la seva activitat es va desenvolupar al segle xiv. Era originari de Huzhou, província de Zhejiang. Va ser un pintor paisatgista amb hàbils i enèrgiques pinzellades que feia servir la tinta. El seu estil estava influït pel de Guo Xi. Entre les seves obres destaca Oci suficient.